# Гавран (сазвежђе)
Гавран је јужно сазвежђе и једно од 48 оригиналних Птолемејевих сазвежђа. Свега 11 звезда у Гаврану је видљиво голим оком (односно сјајније од магнитуде 5,5).
По легенди, Аполон је гаврану дао врч и послао га да му донесе воду. Гавран је уз пут угледао дрво чије воће само што није сазрело. Сачекао је пар дана да воће сазри, појео га, а да би се оправдао, Аполону је донео водену змију и оптужио је да је блокирала прилаз извору. Аполон је прозрео лаж, а на небо поставио гаврана, врч (сазвежђе Пехар) и змију (сазвежђе Хидра), и осудио гаврана да буде вечито жедан а поред њега пехар пун воде. По легенди, гаврани имају крештав глас управо јер су увек жедни.

## Историја и митологија
У Вавилонским каталозима звезда који датирају од најмање 1100. године пре нове ере, оно што је касније постало познато као Гаврфан звало се MUL.UGA.MUSHEN. Као и код познатије класичне астрономије, постављено је на реп Змије (грчка Хидра). Вавилонско сазвежђе је било свето Ададу, богу кише и олује; у другом миленијуму би се подигло непосредно пре јесење кишне сезоне. Џон Х. Роџерс је приметио да Хидра означава Нингишзиду, бога подземног света у вавилонском компендијуму MUL.APIN. Он је предложио да су Гавран и Пехар (заједно са Хидром) били симболи смрти и означили капију у подземни свет. Ова два сазвежђа, заједно са Орлом и Јужном рибом, представљена су Грцима око 500. године п. н. е.; обележавали су зимски и летњи солстициј. Штавише, Хидра је била оријентир, јер се налазила на небеском екватору у антици. Гавран и Пехар се такође појављују у иконографији Митраизма, за који се сматра да је био блискоисточног порекла пре него што се проширио на стару Грчку и Рим.
Гавран је повезан са митом о Аполону и његовом љубавнику Коронис Лапиту. Коронис је био неверан Аполону; када је ову информацију сазнао од чисто беле вране, у налету беса је поцрнео њено перје. Друга легенда повезана са Гавраном је да се врана зауставила на путу да донесе воду за Аполона, да једе смокве. Уместо да каже истину Аполону, он је лагао и рекао да га је змија Хидра спречавала да приђе води, док је као доказ држао змију у канџама. Аполон, схвативши да је то лаж, бацио је врану (Гавран), чашу (Пехар) и змију (Хидра) на небо. Он је даље казнио својеглаву птицу тако што је обезбедио да ће заувек бити жедна, како у стварном животу, тако и на небесима, где је Пехар непосредно ван домашаја.

### У другим културама
У кинеској астрономији, звезде Гаврана се налазе унутар Јужне Вермилионске птице (南方朱雀, Нан Фанг Џу Ћуе). Четири главне звезде приказују кочију Џен, која је 28. и последња лунарна кућа; Алфа и Ета означавају чивије за точкове, а Зета је Чангша, ковчег. У индијској астрономији, пет главних звезда Гаврана представљају шаку или песницу која одговара Хасти, 13. накшатри или лунарној вили.
Гавран је препознат као сазвежђе од стране неколико полинезијских култура. На Маркизским острвима звао се Мее; у Пукапуки се звао Те Ману, а на Друштвеним острвима звао се Метуа-ај-папа. За острвљане Торесовог мореуза, Гавран је био десна рука (држао плод купа) огромно сазвежђе Тагај, човека који је лови рибу.
Народ Бороро из Мато Гроса у централном Бразилу сматрао је сазвежђе копненом корњачом Геригуигуи, док је народ Тукано у северозападном региону Амазона видео чапљу. За народ Тупи са острва Сао Луис у Бразилу, Гавран је био виђен као роштиљ — сејчујура, на којој се пекла риба. Приказ се могао односити и на Велики Пегазов трг.

## Карактеристике
Покривајући 184 квадратна степена и стога 0,446% неба, Гавран заузима 70. место од 88 сазвежђа по површини. Граничи се са Девицом на северу и истоку, Хидром на југу и Пехаром на западу. Скраћеница од три слова за сазвежђе, коју је усвојила Међународна астрономска унија 1922. године, је „Crv“. Званичне границе сазвежђа, које је поставио белгијски астроном Ежен Делпорт 1930. године,, дефинисане су полигоном од шест сегмената (илустровано у инфокутији). У екваторијалном координатном систему, координате ректасцензије ових граница леже између 11h 56m 22s и 12h 56m 40s, док су координате деклинације између −11,68° и −25,20°. Његов положај на јужној небеској хемисфери значи да је читаво сазвежђе видљиво посматрачима јужно од 65°C.

## Својства

### Звезде
Немачки картограф Јохан Бајер користио је грчка слова Алфа до Ета да означи најистакнутије звезде у сазвежђу. Џон Фламстид је дао Фламстидове ознаке за девет звезда, док је једна звезда коју је одредио у суседном сазвежђу Пехар — 31 Пехар — лежала унутар Гаврана када су границе сазвежђа успостављене 1930. године. Унутар граница сазвежђа налази се 29 звезда светлијих или једнако светлих привидној магнитуде 6,5.
Четири главне звезде, Делта, Гама, Епсилон и Бета Гавран, формирају четвороугаони астеризам познат као „Спикино крмено једро“ или „Једро“. Иако ниједна од звезда није посебно светла, они леже у тамној области неба, чинећи астеризам лаким за разликовање на ноћном небу. Гама и Делта служе као показивачи ка Спики. Такође звана Гина, Гама је најсјајнија звезда у Гаврану са магнитудом 2,59. Њено традиционално име значи „крило”, звезда која означава лево крило у Бајеровој уранометрији. 154±1 светлосних година од Земље, то је џиновска звезда плаво-беле нијансе спектралног типа B8III, односно 4,2+0,4
−0,3 пута је масивнија, и 355 пута сјајнија од Сунца. Око 160+40
−30 милиона година стара, у великој мери је исцрпела водоник у језгру и почела је да се шири и хлади док се удаљава од главне секвенце. Бинарна звезда, има пратећу звезду наранџасту звезду или црвеног патуљака спектралног типа K5V до M5V која је око 0,8 пута масивнија од Сунца. Око 50 астрономских јединица удаљенa од Гама Гаврана А, процењује се да ће завршити орбиту за 158 година. Делта Гавран, традиционално зван Алгораб, је двострука звезда разлучива у малим аматерским телескопима. Примарна је плаво-бела звезда магнитуде 2,9, удаљена око 87 светлосних година од Земље. Загонетна звезда око 2,7 пута масивнија од Сунца, сјајнија је (65-70 пута више од Сунца) него што би требало да буде за температуру површине од 10.400 K, и стога је или 3,2 милиона година стара веома млада звезда пре главне секвенце која се није сместила у стабилну животну фазу главне секвенце, или звезда стара 260 милиона година која је почела да исцрпљује водоник у свом језгру и да се шири, хлади и сија све јаче како се удаљава од главног низа. Њен спектрални тип је дат као A0IV, што одговара последњем сценарију. Топла окозвездана прашина — по дефиницији део њеног унутрашњег звезданог система — откривена је око Делта Гаврана А. Делта Гавран Б је наранџаста патуљаста звезда магнитуде 8,51 и спектралне класе К, такође окружена прашином око звезда. Звезда после Т-бика, удаљена је најмање 650 АЈ од свог светлијег сапутника и потребно јој је најмање 9400 година да заврши орбиту. Уобичајено име Делта Гавран значи „гавран”. То је једна од две звезде које обележавају десно крило. Смештена 4,5 степени североисточно од Делта Гаврана налази се Струве 1669, бинарна звезда која се дели на две звезде 5,4" међусобно удаљене гледано малим аматерским телескопима, 280 светлосних година од Земље. Пар, обе беле звезде, видљив је голим око магнитуде 5,2; примарна је магнитуда 5,9, а секундарна магнитуда 6,0.